# Calle Enladrillada
La calle Enladrillada es una vía pública de la ciudad española de Sevilla.

## Descripción
La vía discurre desde la plaza de San Román hasta la calle San Hermenegildo. El título se explica por ser la última de la ciudad que se empedró. Aparece descrita en la Noticia histórica del origen de los nombres de las calles de esta ciudad de Sevilla (1839) de Félix González de León con las siguientes palabras:

Calle Enladrillada. Corresponde al cuartel D. y por partes á las parroquias de san Roman y santa Lucía. Se nombra así porque fué la última que se empedró, estando antes enladrillada como todas las de la ciudad, segun he advertido en la introduccion de esta obra. Nada hay en ella de particular; es angosta pero muy larga, y pasa desde la plaza de san Roman á la de santa Lucía.
(González de León, 1839, p. 169)